# 第86師団 (日本軍)
第86師団（だいはちじゅうろくしだん）は、大日本帝国陸軍の師団の一つ。

## 沿革
1944年（昭和19年）4月4日に留守第56師団を基幹に久留米で編成された。当初は西部軍の指揮下に在ったが、翌1945年（昭和20年）4月8日には新設された第57軍戦闘序列に編入、鹿児島に在って志布志湾沿岸の守備を担当、沿岸配備師団が防いでいるところに出撃し攻撃をかける機動打撃師団として本土決戦に備えるなかで終戦を迎えた。

## 師団概要

### 歴代師団長
- 伊佐一男 中将：1944年（昭和19年）4月6日 - 1945年（昭和20年）5月3日
- 芳仲和太郎 中将：1945年（昭和20年）5月3日 - 終戦

### 参謀長
- 奥山巍 大佐：1944年（昭和19年）7月8日 - 終戦[1]

### 所属部隊
- 歩兵第187連隊（福岡）：可西清二大佐
- 歩兵第188連隊（大村）：石井元良大佐
- 歩兵第189連隊（久留米）：山方知光大佐
- 野砲兵第86連隊：佐川武彦中佐
- 工兵第86連隊：有利正少佐
- 輜重兵第86連隊：瀬川孫兵衛大佐
- 第86師団速射砲隊
- 第86師団通信隊
- 第86師団制毒隊
- 第86師団兵器勤務隊
- 第86師団衛生隊
- 第86師団第1野戦病院
- 第86師団第2野戦病院
- 第86師団病馬廠